# Езанвил (Долина Оазе)
Езанвил (фр. Ezanville) је насељено место у Француској у региону Париски регион, у департману Долина Оазе.
По подацима из 2011. године у општини је живело 9262 становника, а густина насељености је износила 1784,59 становника/km².

## Демографија
| 1962. | 1968. | 1975. | 1982. | 1990. | 2011. |
| ----- | ----- | ----- | ----- | ----- | ----- |
| 3.120 | 4.511 | 6.940 | 8.003 | 9.153 | 9.262 |